# Matthias Christoph Wiedeburg

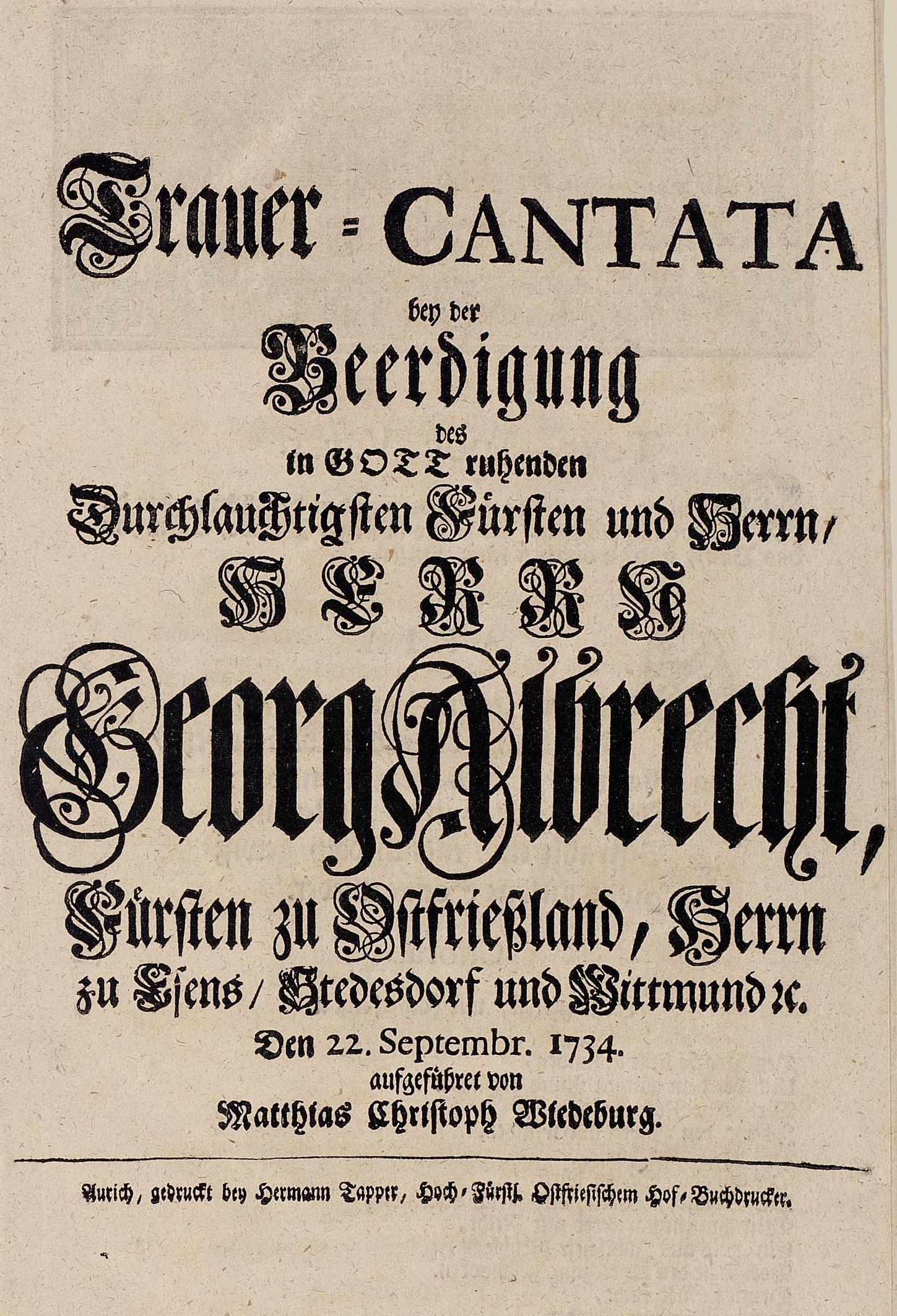
Trauerkantate für Fürst Georg Albrecht zu Ostfriesland von Matthias Christoph Wiedeburg, 1734

Matthias Christoph Wiedeburg (auch Wideburg) (* 1. März 1690 in Berlin; † 19. Januar 1745 in Altona) war ein Kantor, Kapellmeister und Komponist.

## Leben
Erste musikalische Unterweisungen erhielt er von seinem Vater Johann Dietrich Wiedeburg, der Organist an der Berliner Marienkirche war. Nach dem Besuch zweier Gymnasien nahm er Kompositionsunterricht bei Ruggiero Fedeli und Gottfried Finger.
Am 4. April 1709 begann er in Frankfurt (Oder) ein Philosophie- und Jurastudium, welches er nach eigenen Angaben in Leipzig abschloss. 1715 ging er, nach Tätigkeiten als Musiklehrer in Köthen ab 1711 und seit 1713 als Vizekapellmeister in Gera, nach Hamburg, wo er seit Ende 1718 als Kapellmeister an der Gänsemarktoper unter Reinhard Keiser bis zum Frühjahr 1722 nachweisbar ist.
Zum 100-jährigen Jubiläum der Hamburger Bürgerwache am 31. August 1719 dirigierte er im Hamburger Drillhaus, welches normalerweise als Exerzierhaus für die Bürgerwache fungierte, zum sogenannten Jubel-Mahl sein Oratorio „Das dem Herrn aller Herrengebührende Lob- und Dankopfer“ und die Serenade „Mars und Irene in vergnüglichster Verbindung“ zu der Michael Richey die Texte schrieb.
Ein im Festsaal errichteter Balkon war für 40 Musiker vorgesehen, weitere Musiker waren auf einem Schiff auf der Alster, um mit Pauken und Trompeten die Musik zu untermalen. Die Leitung dieser Aufführung lag in den Händen des Direktors der Hamburger Ratsmusik, Hieronymus Oldenburg, seine Tochter Barbara, die Gemahlin Reinhard Keisers, sang eine Solopartie. Mit diesen sogenannten Kapitänsmusiken begann eine Hamburger Musiktradition, die Georg Philipp Telemann und Carl Philipp Emanuel Bach später weiterführten.
Für den 28. November 1720 war er einer der Kandidaten für ein Probevorspiel um das vakante Organistenamt an der Jacobikirche in Hamburg. Unter den anderen sieben Kandidaten waren Vincent Lübeck (1684–1755), Sohn des Komponisten Vincent Lübeck und Johann Sebastian Bach, der allerdings schon am 23. November 1720 nach Köthen abreisen musste und somit nicht teilnahm. Drei der Bewerber, darunter Wiedeburg und Lübeck, zogen dann vorab ihre Bewerbung zurück.
Im Jahre 1722 bestallte ihn Johann Adolf von Metsch für 3 Jahre als Privatsekretär und Organist, er wohnte in dieser Zeit laut Stadtadressbuch am Pferde-Marckt, danach wechselte er ab 1724 für 4 Jahre als Kantor nach Buxtehude. Im Jahre 1728 war er kurz in gleicher Tätigkeit in Bremen tätig.
Zwischen 1728 und 1744 war am Ostfriesischen Hof in Aurich tätig, bevor er als Organist an die St. Trinitatis-Kirche in Altona wechselte, dieses Amt konnte er bis zu seinem Tod nur knapp ein halbes Jahr ausführen.
Georg Philipp Telemann bezeichnete ihn 1728 in einem Schreiben an den ostfriesischen Hof von Fürst Georg Albrecht als talentierten Kollegen:

„... Es ist mir dieses braven Mannes Geschicklichkeit von langem her bekandt, und ich bin sicher, daß er solche bis zu einem hohen Grade würde getrieben haben, wann Ihm nicht das Glück verschiedene schlimme Possen gespielet hätte, wodurch auch das allerfeurigste Gemüt viel Hitze verloren haben würde ...“

Wiederburg war seit 1716 mit Anna Catharina Lose, Tochter des Ratsmusikanten Joachim Lose (* 1640; † 1724) verheiratet, eines ihrer sieben Kinder war der spätere Organist Michael Johann Friedrich Wiedeburg.

## Werk
- Ach! Höchster soll dein Knecht vor deinem Zorn vergehen (Solokantate für Alt und bc)
- Daphnis (Kantate, Hamburg 12. Oktober 1717)
- Musicalische Andacht (1717)
- Die beständige Liebe (1717)
- Die vergnügte Sehnsucht der liebenden Sulamith (Libretto: Johann Georg Glauche, 1718)
- Amors profitable Liebes=Reise (1719)
- Liebe, Freude und Andacht (1719)
- Treu ist Wildpraet (1. August 1719)
- Das dem Herrn aller Herren gebührende Lob- und Dankopfer (1719)
- Mars und Irene in vergnüglichster Verbindung (1719)
- Der gestürzte Pharao oder die Erlösung des Volks Israel aus der ägyptischen Dienstbarkeit (Libretto: Johann Georg Glauche, 1720)
- Angenehme Jubel Freude (Kantate zum 200 Jahrestag der Confessio Augustana, Aurich 1730)
- Wer an Dich o Jesu gläubet (1730)
- Ermuntre dich wieder, bekümmertes Herz (1733)
- Längst gehoffte Glut, doch verborgne Liebesflammen (1733)
- Schauplatz der Liebe und Freude (1733)
- Wettstreit der Liebe und Beständigkeit (1733)
- Bey der Höchst-Vergnügtesten Verlobungs-Feyer Des Durchlauchtigsten Fürsten und Herrn Herrn Carol Edzards/Erb=Printzens von Ostfriessland, Herrn zu Esens, Stadesdorff und Wittmund x.x. : mit der Durchlauchtigsten Fürstin und Frauen Frauen Sophien Wilhelminen/Markgräfin zu Brandenburg Culmbach, Hertzogin in Preussen ... (1733)
- Gebeugte Seelen! (1734)
- Trauer-Cantata bey der Beerdigung des in Gott ruhenden Duchlauchtigsten Fürsten und Herrn, Herrn Georg Albrecht, Fürsten zu Ostfrießland, Herrn zu Esens, Stedesdorf und Wittmund [et]c. Den 22. September. 1734 (1734)
- Geburtstagsode für  Carl Edzard’s Ehefrau Sophia Wilhelmina (1736)
- Beschäftigung der Augen bei der Hochfürstl. Abendtafel (1744)